# منتخب البرازيل لاتحاد الرغبي للسيدات
منتخب البرازيل لاتحاد الرغبي للسيدات (بالبرتغالية: Seleção Brasileira de Rugby Union Feminino) هو ممثل البرازيل الرسمي في المنافسات الدولية في اتحاد الرغبي . تأسس في 10 مايو 2008.